# International Humanitarian City
De International Humanitarian City (IHC, "internationale humanitaire stad", in het arabisch: المدينة العالمية للخدمات الإنسانية) is een gebied in het zuidwesten van het emiraat Doebai waar (internationale) hulporganisaties noodhulpgoederen kunnen opslaan.
In 2007 verordonneerde de emir (vorst) van Doebai, Mohammed bin Rasjid Al Maktoem, dat deze plek voor hulporganisaties gemaakt moest worden.   In 2011 kon de "humanitaire stad" in gebruik worden genomen.
In de IHC zitten onder meer het Rode Kruis, de VN-vluchtelingenorganisatie UNHCR en het Wereldvoedselprogramma (World Food Programme, WFP) van de VN.

De International Humanitarian City is een deel van Dubai Industrial City en ligt aan de Mohammed Bin Zayed Road. Dit gebied ligt nabij het vliegveld Maktoum (Dubai World Central) en de haven van Jebel Ali.